# Krakel Spektakel
Pour plus de détails, voir Fiche technique et Distribution.
Krakel Spektakel est un film suédois d'Elisabet Gustafsson sorti en 2014.

## Fiche technique
- Titre original : Krakel Spektakel
- Réalisation : Elisabet Gustafsson
- Scénario :  Torbjörn Jansson d'après les personnages de Lennart Hellsing
- Direction artistique : Jérôme Signori et Åsa Nilsson
- Costumes : Viktoria Mattila
- Photographie : Alex Lindén
- Montage : Thomas Lagerman
- Musique : Joel Danell
- Sociétés de production : Filmlance International AB
- Sociétés de distribution : Svensk Filmindustri
- Pays de production : Suède
- Langue : suédois
- Format : couleur - son Dolby
- Durée : 75 min.
- Date de sortie : Suède : 5 septembre 2014

### Distribution
- Lea Stojanov : Annabell Olsson
- Vanja Blomkvist : farmor / gumman i månen
- Anton Lundqvist : Krakel Spektakel
- Lina Ljungqvist : Kusin Vitamin
- Martin Eliasson : Opsis Kalopsis
- Anki Larsson : Berit Blomkål
- Olof Wretling : Broder Gurka 1
- Sven Björklund : Broder Gurka 2
- Ika Nord : Dilligenten
- Ivan Mathias Petersson : Peter Palsternack
- Shima Niavarani : Selma Selleri
- Michael Jonsson : Gabriel Gräslök
- Henrik Dorsin : kejsaren av Kina
- Carl Englén : munken Dinkelidunk
- Mikael Odhag : Gubben i månen
- Vanna Rosenberg : mamma
- Andreas La Chenardière : pappa